# Graham Stack
Graham Christopher Stack (Hampstead, Inglaterra, 26 de septiembre de 1981) es un exfutbolista irlandés, de ascendencia inglés. Jugaba de portero y su último club fue el Eastleight de la National League de Inglaterra.

## Selección nacional
Ha sido internacional con la Selección de fútbol de Irlanda Sub-21.

## Clubes
| Club                    | País       | Año       |
| ----------------------- | ---------- | --------- |
| KSK Beveren             | Bélgica    | 2002-2003 |
| Arsenal FC              | Inglaterra | 2003-2004 |
| Millwall FC             | Inglaterra | 2004-2005 |
| Reading FC              | Inglaterra | 2005-2006 |
| Leeds United            | Inglaterra | 2006-2007 |
| Wolverhampton Wanderers | Inglaterra | 2007-2008 |
| Plymouth Argyle         | Inglaterra | 2008-2009 |
| Hibernian FC            | Escocia    | 2009-2012 |
| Barnet FC               | Inglaterra | 2012-     |

## Palmarés

### Campeonatos nacionales
| Título                       | Club       | País       | Año  |
| ---------------------------- | ---------- | ---------- | ---- |
| Football League Championship | Reading FC | Inglaterra | 2006 |